# La Bastida de Pradinas
La Bastida de Pradinas (en francès La Bastide-Pradines) és un municipi francès situat al departament de l'Avairon i a la regió d'Occitània.
Antigament anomenada La Bastide de Sernonenque, el municipi va ser, almenys des del segle xiii, una casa de l'Hospital (domus Hospitalis) de l'orde de Sant Joan de Jerusalem, membre de la comandament de Sent Faliç de Sòrgas dins el gran priorat de Sant Geli.

## Demografia
| 1962                                       | 1968 | 1975 | 1982 | 1990 | 1999 | 2006 | 2019 |
| ------------------------------------------ | ---- | ---- | ---- | ---- | ---- | ---- | ---- |
| 143                                        | 143  | 118  | 97   | 102  | 98   | 106  | 109  |
| Des de 1962: població sense dobles comptes |      |      |      |      |      |      |      |